# Левашовы
Левашовы (Левашевы) — древний русский дворянский и графский род, из Тверских бояр.
При подаче документов (22 мая 1686) для внесения рода в Бархатную книгу, была предоставлена родословная роспись Левашевых.
Род внесён в VI, II, и III части родословной книги нескольких губерний (Калужской и др.).

## Происхождение и история рода
Происходит, по сказаниям древних родословцев, от немчина Христофора Карла Дола, выехавшего «из немец» (Лифляндии) во Псков, а вотчина ему дана г. Гдов и во Пскове принял крещение с именем Василия Ивановича Дола построив во Пскове каменную церковь Святого Василия у Трепоховских ворот и переселился в Тверь к великому князю Александру Михайловичу (1324-1327), у которого он был боярином. Праправнук Василия, Александр Викулич, по прозванию Леваш, тверской боярин, родоначальник Левашовых. Впоследствии Левашовы перешли на службу к московским князьям: Степан Никитич по прозванию Сокмыш, наместник у великого князя Ивана Васильевича (1462-1504), Никита Константинович Левашов 2-й воевода войск, посланных к Казани, взят в бою на Волге в плен казанцами и ими убит (1469).

## Графы Левашовы
По именному указу Императора Николая I (1833), киевский военный губернатор и генерал-губернатор подольский и волынский, генерал-адъютант, генерал-лейтенант Василий Васильевич Левашов, за усердную и ревностную службу возведён с нисходящим потомством от него в графское достоинство Российской Империи, на которое (26 апреля 1835) пожалована ему грамота.
Род угас 26 мая 1898. Титул передан роду князей Вяземских. Высочайше утверждённым 17 (29) 1895 года мнением Государственного Совета сын Марии Владимировны, урождённой графини Левашовой (1859—1938), и князя Леонида Дмитриевича Вяземского — Владимир Леонидович (1889—1960) — получил право именоваться князем Вяземским, графом Левашовым, для которых герб не утверждался.
Его сын — Иван Владимирович (1915—1964) — участник Второй мировой войны в составе французской армии, был дважды ранен, награждён рядом французских и бельгийских наград. Был женат на дочери французского писателя Франсуа Мориака — Марии Терезе Клер (1917—1992). Их дочь Анн Франс Софи (1947—2017) — французская актриса, кинорежиссёр и писательница.

#### Известные представители
- Николай Васильевич (1827—1888) — граф, губернатор в Орле и СПб, позже генерал-адъютант и товарищ шефа жандармов.
- Владимир Васильевич (1834—1898) — граф, генерал от артиллерии, одесский градоначальник.

## Описание гербов

#### Герб Левашовых 1785 г.
В Гербовнике Анисима Титовича Князева 1785 года имеется изображение печати с гербом советника посольства в Константинополе, действительного статского советника Павла Артемьевича Левашова (ум. 1820): щит, означен на княжеской мантии и разделён вертикальной чертой на две равные части. В правой части, имеющей снизу серебряное и переходящее к верху в коричневое поле, изображён стоящий золотой коронованный лев, обращённый к краю щита, с мечом в лапе поднятой вверх. Во второй части, имеющей серебряное поле, изображена голубая река, диагонально от правого верхнего угла текущая (изм. польский герб Дружина). Щит увенчан дворянским шлемом с дворянской короною. Нашлемник: два чёрных распростёртых крыла.
Кристофор Карл Дол мог быть членом угасшей фамилии Dolen, герб рода которых совершенно иной. Эта фамилия имеет в щите трёх галок (две вверху, одна внизу) и герб по-немецки звучит Dohle. Вышеописанный герб представляет собой герб фамилии Толь и взят был, вероятно, по ошибке, произошедшей из-за сходства фамилий.

#### Герб. Часть IV. № 25.
Герб дворян Левашовых, потомства Дола: щит разделён перпендикулярно на две части, из которых в правой части изображён стоящий лев в короне, с загнутым хвостом, имеющий верхнюю половину золотую в красном поле. В левой части, в серебряном поле, означена река, текущая к левому нижнему углу. Щит увенчан обыкновенным дворянским шлемом с дворянской на нём короной, на поверхности которой видны два распростёртых орлиных крыла. Намёт на щите голубой и красный, подложенный золотом.

#### Герб. Часть XI. № 9.
Герб графа Левашова: Щит разделён на четыре части, с малым щитком посредине, в пересечении двух перпендикуляров. В малом щитке — русский государственный орёл, на груди которого в красном поле вензелевое имя августейшего возводителя в графское достоинство Левашовых — императора Николая I. Деления большого гербового щита представляют следующие изображения. В первой части — в полях красном и серебряном — разделённый надвое фамильный герб дворян Левашовых, золотой лев, обращённый в правую сторону, и в серебряном поле — диагональ реки от правого верхнего к нижнему левому углу. Во второй части — в красном поле из облака выходящая рука в золотых латах с продетою сквозь лавровый венок саблей. В третьей части — в зелёном поле построенный на горе пятиглавый монастырь. А в четвёртой части щита — в лазуревом поле обращённый в правую сторону журавль, держащий в правой поднятой ноге камень — эмблема бдительности, если журавль уснёт и выронит камень — он проснётся.
Гербовый щит увенчан графской короной, над которой поставлены три шлема. Средний с графскою короной (первый) в нашлемнике имеет возникающего государственного орла с вензелевым именем императора Николая I в грудном щитке. Над боковыми шлемами — короны дворянские, в нашлемниках которых следующие эмблемы: с правой стороны — рука в латах, а с левой — два чёрные орлиные крыла.
Щитодержатели: справа леопард, слева — лейб-гусар. Намёт — серебро и золото; подложка красная и лазоревая. Девиз: «virtuti et honori» (Мужеством и честностью).

## Известные представители
- Левашов Василий Сергеевич — посланник в Крым (1534).
- Левашов Василий Борисович — участник похода на Казань (1538).
- Левашов Иван Борисович — участник Казанского похода (1544), воевода Большого полка в Шведском походе (1549).
- Левашов Истома Васильевич по прозванию Чередок — полковой голова в Лифляндском походе (1558).
- Левашов Алексей Васильевич — полковой голова в Лифляндском походе (1558—1559), участник взятия Алыста и Вильяна (1560).
- Левашов Василий Истомин — осадный голова в Леневарде (1581—1582).
- Левашов Семён Никифорович — убит в Михайлове при Василии Шуйском (1606—1610).
- Левашов Фёдор Васильевич — воевода в Балахне (1610 и 1612), сподвижник князя Дмитрия Пожарского.
- Левашов Фёдор Васильевич — воевода в Владимире на Клязьме (1609), Царицыне (1619), московский дворянин (1627—1629).
- Левашев Иван Фёдорович — арзамасский городовой дворянин (1627—1629), бежал в Литву.
- Левашев Григорий Фёдорович — арзамасский городовой дворянин (1627—1629).
- Левашев Гаврила Петрович — стольник патриарха Филарета (1627—1629), московский дворянин (1636).
- Левашев Михаил Семёнович — патриарший стольник (1629), московский дворянин (1636—1640).
- Левашевы: Сергей Семёнович и Иван Александрович — московские дворяне (1627—1640).
- Левашев Никита Григорьевич — московский дворянин (1640—1677).
- Левашов Фёдор Иванович — воевода в Печерниках (1649).
- Левашов Иван Богданович — в смутное время был ранен, воевода в Переславле-Залесском (1650—1651).
- Левашов Баим — воевода в Лаишеве (1651).
- Левашов Григорий Баимович — воевода в Малмыже (1651).
- Левашовы: Даниил и Леонтий Тимофеевичи — убиты в Литве (1654).
- Левашев Дмитрий Никитич — стряпчий (1658), московский дворянин (1668), стольник (1676—1686).
- Левашовы: Денис и Иван Афанасьевичи, Фёдор и Артемий Тимофеевичи, Макарий Кузьмич — убиты под Конотопом (1659).
- Левашов Иван Гаврилович — убит в Черкасских городах (1661).
- Левашов Дей Михайлович — убит в Литве в бою князя Долгорукова с Сапегою и Чарнецким (1661).
- Левашов Кузьма Михайлович — убит под Дубровною (1665).
- Левашов Яков Григорьевич — ранен в стычке с войсками Степана Разина около Симбирска (1670), отличился в Чигиринском походе (1678—1679), сторожеставец и дозорщик в Крымском походе (1687), московский дворянин (1692).
- Левашов Михаил Иванович — убит под Алатырём (1671).
- Левашев Григорий Никитич — стряпчий (1682), стольник (1686—1692).
- Левашевы: Пётр Андреевич, Иван Иванович, Юрий и Иван Ильины — стряпчие (1692).
- Левашевы: Семён Никифорович, Митрофан Семёнович, Прокофий и Митрофан Тимофеевичи, Илья Григорьевич, Иван Фёдорович, Дружина Юрьевич, Степан, Кузьма и Данила Ивановичи, Василий Гаврилович, Степан, Иван и Алексей Михайловичи — московские дворяне (1660—1692).
- Левашевы: Пётр Яковлевич, Лаврентий Васильевич, Иван Богданович, Иван Афанасьевич, Афанасий Алексеевич — стольники (1690—1696)[9][10].
- Левашов Даниил Андреевич — капитан морского каравана в Азовском походе (1696).
- Левашов Максим Леонтьевич — убит в Крымском походе (1696).
- Левашов Иван Ильич — погиб под Нарвой (1700).
- Левашов Никита Григорьевич — умер от ран, полученных в битве под Шкловом (1704)[5].
- Левашов Василий Яковлевич (1667—7.4.1751) — генерал-аншеф.
- Левашов Иван Васильевич (р. 1715) — генерал-поручик (16 авг. 1760).
- Левашов Фёдор Иванович — сенатор (1802).
- Левашов Александр Иванович (1751—7.12.1811) — генерал-поручик. Жена — Екатерина Владимировна Грушецкая (14.04.1750—19.02.1770), дочь Владимира Михайловича Грушецкого (обер-кригс-комиссар).
- Левашов Василий Иванович († в 1804 г.) — обер-егермейстер.
- Левашов Константин Васильевич — штабс-ротмистр кавалергардского полка, погиб под Малоярославцем (12 октября 1812), его имя занесено на стену храма Христа Спасителя в г. Москва.
- Левашов — прапорщик Симбирского пехотного полка, погиб под Малоярославцем (12 октября 1812), его имя занесено на стену храма Христа Спасителя.
- Левашов 2-й — подпоручик 22-го егерского полка, погиб в деле при Гайнау (14 мая 1813), его имя занесено на стену храма Христа Спасителя.
- Левашов Александр Васильевич — прапорщик лейб-гвардейского Финляндского полка, погиб под Лейпцигом (04 октября 1813), его имя занесено на стену храма Христа Спасителя[5].